# Campeonato Europeo de Voleibol Femenino Sub-18 de 2011
La IX edición del Campeonato Europeo de Voleibol Femenino Sub-18 se llevó a cabo en Turquía del 30 al 8 de mayo. Los equipos nacionales compitieron por cinco cupos para el Campeonato Mundial de Voleibol Femenino Sub-18 de 2011 a realizarse en Turquía.

## Grupos
| Grupo A    | Grupo B         |
| ---------- | --------------- |
| Alemania   | Eslovenia       |
| Bélgica    | España          |
| Eslovaquia | Polonia         |
| Grecia     | República Checa |
| Italia     | Serbia          |
| Ucrania    | Turquía         |

## Primera fase

### Clasificación
| Pos | Equipo     | PJ | PG | PP | SG | SP | PTS |
| --- | ---------- | -- | -- | -- | -- | -- | --- |
| 1   | Italia     | 5  | 5  | 0  | 15 | 2  | 15  |
| 2   | Alemania   | 5  | 4  | 1  | 13 | 5  | 12  |
| 3   | Eslovaquia | 5  | 2  | 3  | 7  | 10 | 6   |
| 4   | Grecia     | 5  | 2  | 3  | 7  | 11 | 5   |
| 5   | Bélgica    | 5  | 1  | 4  | 6  | 12 | 4   |
| 6   | Ucrania    | 5  | 1  | 4  | 6  | 14 | 3   |

#### Resultados
| Fecha    | Encuentro             | Resultado | Set   | Set   | Set   | Set   | Set   | Puntuación total |
| Fecha    | Encuentro             | Resultado | 1     | 2     | 3     | 4     | 5     | Puntuación total |
| -------- | --------------------- | --------- | ----- | ----- | ----- | ----- | ----- | ---------------- |
| 30-04-11 | Italia - Alemania     | 3-1       | 25-15 | 24-26 | 25-22 | 29-27 |       | 103-90           |
| 30-04-11 | Bélgica - Grecia      | 3-0       | 25-18 | 25-14 | 25-17 |       |       | 75-49            |
| 30-04-11 | Ucrania - Eslovaquia  | 1-3       | 25-23 | 22-25 | 14-25 | 21-25 |       | 82-98            |
| 01-05-11 | Grecia - Italia       | 1-3       | 17-25 | 09-25 | 25-22 | 20-25 |       | 71-97            |
| 01-05-11 | Alemania - Eslovaquia | 3-1       | 19-25 | 26-24 | 25-16 | 25-14 |       | 95-79            |
| 01-05-11 | Ucrania - Bélgica     | 3-2       | 25-23 | 19-25 | 22-25 | 25-23 | 15-13 | 106-109          |
| 02-05-11 | Italia - Eslovaquia   | 3-0       | 25-23 | 26-24 | 25-15 |       |       | 76-62            |
| 02-05-11 | Alemania - Bélgica    | 3-1       | 25-19 | 25-19 | 20-25 | 25-19 |       | 95-82            |
| 02-05-11 | Ucrania - Grecia      | 2-3       | 21-25 | 23-25 | 25-16 | 25-16 | 06-15 | 100-97           |
| 04-05-11 | Eslovaquia - Bélgica  | 3-0       | 25-18 | 25-14 | 25-23 |       |       | 75-55            |
| 04-05-11 | Alemania - Grecia     | 3-0       | 25-20 | 25-15 | 25-15 |       |       | 75-50            |
| 04-05-11 | Italia - Ucrania      | 3-0       | 25-14 | 25-10 | 25-20 |       |       | 75-44            |
| 05-05-11 | Grecia - Eslovaquia   | 3-0       | 25-21 | 25-19 | 25-16 |       |       | 75-56            |
| 05-05-11 | Bélgica - Italia      | 0-3       | 19-25 | 20-25 | 19-25 |       |       | 58-75            |
| 05-05-11 | Ucrania - Alemania    | 0-3       | 23-25 | 24-26 | 24-26 |       |       | 71-77            |

### Clasificación
| Pos | Equipo          | PJ | PG | PP | SG | SP | PTS |
| --- | --------------- | -- | -- | -- | -- | -- | --- |
| 1   | Serbia          | 5  | 4  | 1  | 13 | 6  | 11  |
| 2   | Turquía         | 5  | 4  | 1  | 13 | 7  | 11  |
| 3   | Polonia         | 5  | 3  | 2  | 11 | 9  | 9   |
| 4   | España          | 5  | 2  | 3  | 9  | 13 | 5   |
| 5   | Eslovenia       | 5  | 1  | 4  | 9  | 14 | 5   |
| 6   | República Checa | 5  | 1  | 4  | 6  | 12 | 4   |

#### Resultados
| Fecha    | Encuentro                   | Resultado | Set   | Set   | Set   | Set   | Set   | Puntuación total |
| Fecha    | Encuentro                   | Resultado | 1     | 2     | 3     | 4     | 5     | Puntuación total |
| -------- | --------------------------- | --------- | ----- | ----- | ----- | ----- | ----- | ---------------- |
| 30-04-11 | Serbia - España             | 3-0       | 25-19 | 25-16 | 25-10 |       |       | 75-45            |
| 30-04-11 | Eslovenia - Polonia         | 3-2       | 25-15 | 22-25 | 13-25 | 27-25 | 15-12 | 102-102          |
| 30-04-11 | República Checa - Turquía   | 0-3       | 12-25 | 12-25 | 16-25 |       |       | 40-75            |
| 01-05-11 | Eslovenia - España          | 2-3       | 19-25 | 24-26 | 25-20 | 25-23 | 08-15 | 101-109          |
| 01-05-11 | Serbia - República Checa    | 3-1       | 21-25 | 25-18 | 25-13 | 25-12 |       | 96-68            |
| 01-05-11 | Polonia - Turquía           | 3-1       | 25-22 | 25-22 | 25-27 | 25-22 |       | 100-93           |
| 02-05-11 | España - República Checa    | 3-2       | 25-20 | 21-25 | 26-24 | 23-25 | 15-13 | 110-107          |
| 02-05-11 | Serbia - Polonia            | 3-0       | 28-26 | 25-23 | 25-17 |       |       | 78-66            |
| 02-05-11 | Eslovenia - Turquía         | 2-3       | 11-25 | 25-21 | 25-23 | 22-25 | 16-18 | 99-112           |
| 04-05-11 | Polonia - República Checa   | 3-0       | 25-21 | 25-21 | 26-24 |       |       | 76-66            |
| 04-05-11 | Serbia - Eslovenia          | 3-2       | 23-25 | 25-15 | 20-25 | 25-12 | 15-8  | 108-85           |
| 04-05-11 | Turquía - España            | 3-1       | 25-17 | 25-21 | 22-25 | 25-21 |       | 97-84            |
| 05-05-11 | República Checa - Eslovenia | 3-0       | 27-25 | 25-11 | 25-21 |       |       | 77-57            |
| 05-05-11 | España - Polonia            | 2-3       | 22-25 | 25-21 | 23-25 | 30-28 | 09-15 | 109-114          |
| 05-05-11 | Serbia - Turquía            | 1-3       | 10-25 | 25-27 | 25-20 | 23-25 |       | 83-97            |

## Fase final

### Final 1° y 3° puesto
|  | Semifinales | Semifinales |   |        | Final     | Final |  |
|  |             |             |   |        |           |       |  |
|  |             |             |   |        |           |       |  |
|  |             |             |   |        |           |       |  |
|  | Alemania    | 2           |   |        |           |       |  |
|  | Italia      | 3           |   |        |           |       |  |
|  |             |             |   |        |           |       |  |
|  |             |             |   |        |           |       |  |
|  |             |             |   |        | Turquía   | 3     |  |
|  |             | Italia      | 0 |        |           |       |  |
|  |             |             |   |        |           |       |  |
|  |             |             |   |        |           |       |  |
|  |             |             |   |        | 3º puesto |       |  |
|  |             |             |   |        |           |       |  |
|  | Turquía     | 3           |   | Serbia | 3         |       |  |
|  | Serbia      | 1           |   |        | Alemania  | 1     |  |

### Resultados
| Fase      | Fecha    | Encuentro         | Resultado | Set   | Set   | Set   | Set   | Set   | Puntuación total |
| Fase      | Fecha    | Encuentro         | Resultado | 1     | 2     | 3     | 4     | 5     | Puntuación total |
| --------- | -------- | ----------------- | --------- | ----- | ----- | ----- | ----- | ----- | ---------------- |
| Semifinal | 07-05-11 | Alemania - Italia | 2-3       | 25-21 | 22-25 | 32-34 | 25-22 | 10-15 | 114-117          |
| Semifinal | 07-05-11 | Turquía - Serbia  | 3-1       | 25-17 | 22-25 | 25-22 | 25-21 |       | 97-85            |
| 3° lugar  | 08-05-11 | Serbia - Alemania | 3-1       | 25-20 | 28-26 | 22-25 | 25-22 |       | 100-93           |
| Final     | 08-05-11 | Turquía - Italia  | 3-0       | 25-21 | 25-22 | 25-19 |       |       | 75-62            |

### Final 5° y 7° puesto
|  | Semifinales | Semifinales |   |        | 5° puesto  | 5° puesto |  |
|  |             |             |   |        |            |           |  |
|  |             |             |   |        |            |           |  |
|  |             |             |   |        |            |           |  |
|  | Eslovaquia  | 3           |   |        |            |           |  |
|  | España      | 2           |   |        |            |           |  |
|  |             |             |   |        |            |           |  |
|  |             |             |   |        |            |           |  |
|  |             |             |   |        | Eslovaquia | 0         |  |
|  |             | Polonia     | 3 |        |            |           |  |
|  |             |             |   |        |            |           |  |
|  |             |             |   |        |            |           |  |
|  |             |             |   |        | 7º puesto  |           |  |
|  |             |             |   |        |            |           |  |
|  | Grecia      | 1           |   | España | 3          |           |  |
|  | Polonia     | 3           |   |        | Grecia     | 1         |  |

### Resultados
| Fase     | Fecha    | Encuentro            | Resultado | Set   | Set   | Set   | Set   | Set   | Puntuación total |
| Fase     | Fecha    | Encuentro            | Resultado | 1     | 2     | 3     | 4     | 5     | Puntuación total |
| -------- | -------- | -------------------- | --------- | ----- | ----- | ----- | ----- | ----- | ---------------- |
| 5-8      | 07-05-11 | Eslovaquia - España  | 3-2       | 17-25 | 25-21 | 15-25 | 25-21 | 15-05 | 97-97            |
| 5-8      | 07-05-11 | Grecia - Polonia     | 1-3       | 25-11 | 19-25 | 19-25 | 07-25 |       | 70-86            |
| 7° lugar | 08-05-11 | Grecia - España      | 1-3       | 20-25 | 25-22 | 21-25 | 27-29 |       | 93-101           |
| 5° lugar | 08-05-11 | Polonia - Eslovaquia | 3-0       | 26-24 | 25-11 | 25-15 |       |       | 76-50            |

## Clasificación final
| Pos | Equipo          |
| --- | --------------- |
| 1   | Turquía         |
| 2   | Italia          |
| 3   | Serbia          |
| 4   | Alemania        |
| 5   | Polonia         |
| 6   | Eslovaquia      |
| 7   | España          |
| 8   | Grecia          |
| 9   | Eslovenia       |
| 10  | Bélgica         |
| 11  | República Checa |
| 12  | Ucrania         |

## Distinciones individuales
| Distinción      | Nombre            | Equipo   |
| --------------- | ----------------- | -------- |
| MVP             | Ece Hocaoğlu      | Turquía  |
| Mejor Anotadora | Jennifer Geerties | Alemania |
| Mejor Ataque    | Elena Perinelli   | Italia   |
| Mejor Bloqueo   | Mina Popovic      | Serbia   |
| Mejor Servicio  | Şeyma Ercan       | Turquía  |
| Mejor Armadora  | Chiara Scacchetti | Italia   |
| Mejor Recepción | Caterina Bosetti  | Italia   |
| Mejor Líbero    | Dilara Bağcı      | Turquía  |

| Predecesor: Holanda 2009 | Campeonato Europeo de Voleibol Femenino Sub-18 Turquía 2011 | Sucesor: Serbia/Montenegro 2013 |